# Segnale di allarme (biologia)

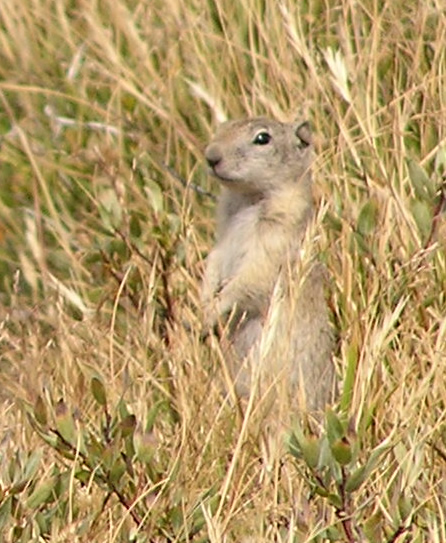
I richiami di allarme somo stati studiati in molte specie, come gli scoiattoli di terra di Belding.

Nella comunicazione animale, un segnale di allarme è un adattamento contro i predatori sotto forma di segnali emessi da animali sociali in risposta al pericolo. Molti primati e uccelli hanno elaborati richiami di allarme per avvertire i conspecifici di predatori in avvicinamento. Per esempio, il richiamo di allarme del merlo è un suono familiare in molti giardini. Altri animali, come i pesci e gli insetti, possono usare segnali non uditivi, come messaggi chimici. Segnali visivi come le chiazze bianche sulla coda di molti cervi sono stati considerati come segnali di allarme; è meno probabile che siano ricevuti da conspecifici, perciò tendono invece ad essere trattati come un segnale al predatore.
Richiami diversi possono essere usati per i predatori di terra o di aria. Spesso, gli animali possono dire quale membro del gruppo sta facendo il richiamo, cosicché possono ignorare quelli di scarsa affidabilità.
Evidentemente, i segnali di allarme favoriscono la sopravvivenza permettendo ai riceventi dell'allarme di fuggire dalla fonte del pericolo; questo può evolvere per selezione parentale, assumendo che i riceventi siano imparentati con il segnalatore. Tuttavia, i richiami di allarme possono aumentare l'idoneità individuale, ad esempio informando il predatore che è stato individuato.
I segnali di richiamo sono spesso suoni ad alta frequenza perché questi sono più difficili da localizzare.

## Vantaggio selettivo
Questo scambio costi/benefici del comportamento dei richiami di allarme ha stimolato molti dibattiti di interesse tra i biologi evolutivi cercando di spiegare il fenomeno di tale comportamento apparentemente "autosacrificale". La domanda centrale è questa: "Se lo scopo finale di qualsiasi comportamento animale è massimizzare le probabilità che i geni propri di un organismo siano tramandati, con la massima fruttuosità, alle future generazioni, perché un individuo rischierebbe deliberatamente di distruggere sé stesso (il suo intero genoma) per il gusto di salvarne altri (genomi)?".
Alcuni scienziati hanno usato le prove del comportamento dei richiami di allarme per contestare la teoria che "l'evoluzione lavori solo/primariamente a livello del gene e dell'"interesse" del gene nel tramandare sé stesso alle future generazioni." Se i richiami di allarme sono veramente un esempio di altruismo, allora la nostra comprensione della selezione naturale diventa più complicata della semplice "sopravvivenza del gene più idoneo".
Altri ricercatori, generalmente quelli che sostengono la teoria del gene egoista, mettono in dubbio l'autenticità di questo comportamento "altruistico". Ad esempio, è stato osservato che i cercopitechi verdi a volte emettono richiami in presenza di un predatore, e a volte no. Gli studi mostrano che questi cercopitechi possono fare richiami più spesso quando sono circondati dalla loro prole e da altri parenti che condividono molti dei loro geni. Altri ricercatori hanno mostrato che alcune forme di richiami di allarme, ad esempio, i "fischi per i predatori aerei" prodotti dagli scoiattoli di terra di Belding, non aumentano le probabilità che il richiamante sia mangiato da un predatore; il richamo di allarme è vantaggioso sia per il richiamante che per il ricevente spaventando e tenendo lontano il predatore.
Un'altra teoria suggerisce che i segnali di allarme servano ad attrarre ulteriori predatori, che lottano per l'organismo preda, dando a quest'ultimo una migliore probabilità di fuga. Altri ancora suggeriscono che essi siano un deterrente per i predatori, che comunica che gli animali stanno all'erta per il predatore. Un caso simile è il pollo sultano comune (Porphyrio porphyrio), che fa vistosi schiocchi con la coda (vedi anche aposematismo, principio dell'handicap e stotting).
Un notevole sforzo della ricerca continua ad essere diretto verso lo scopo e le ramificazioni del comportamento dei richiami di allarme, perché, nella misura in cui questa ricerca riesce ad approfondire la manifestazione o non manifestazione del comportamento altruistico, possiamo applicare queste conclusioni alla nostra comprensione dell'altruismo nel comportamento umano.

## Scimmie con richiami di allarme

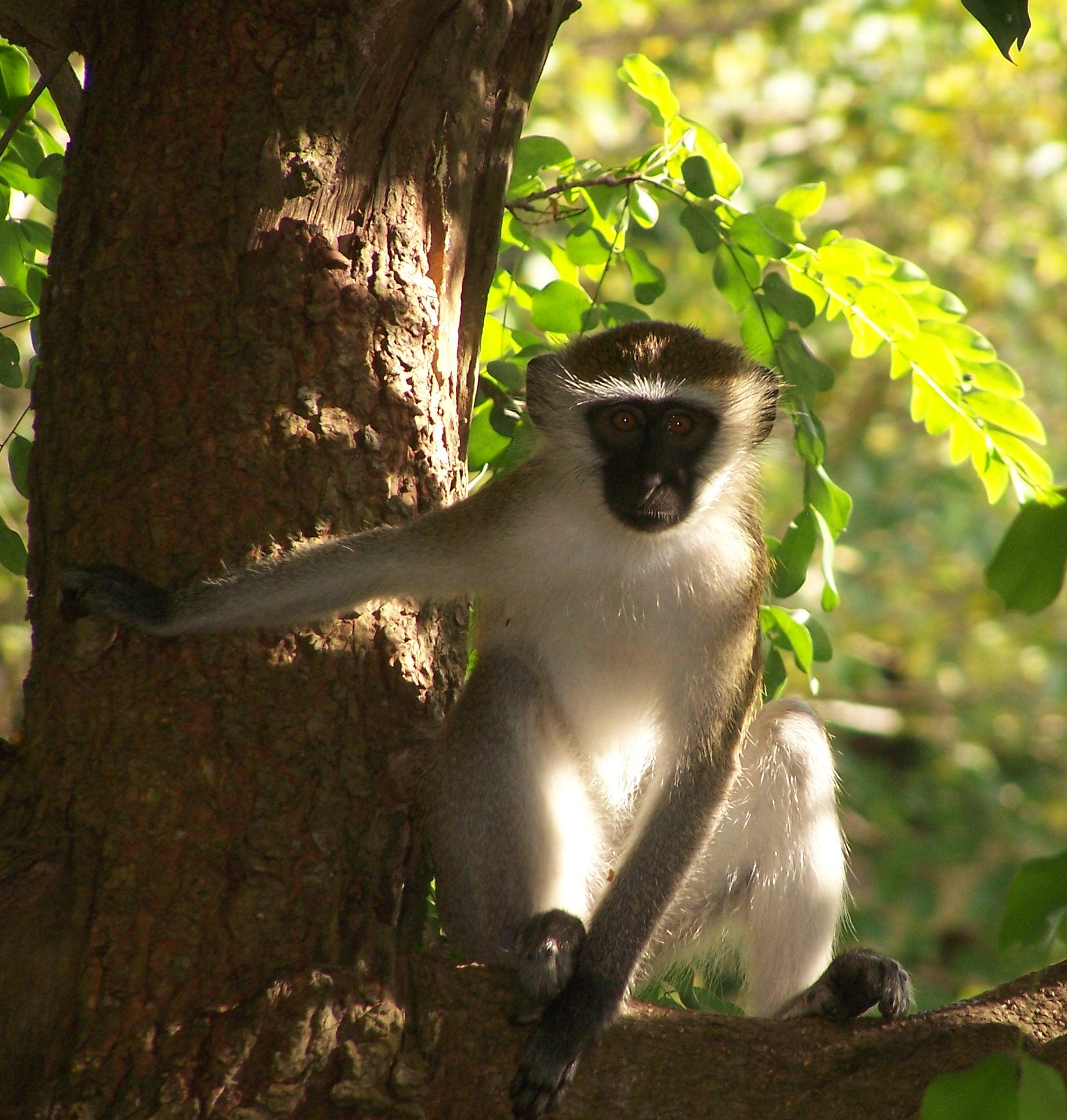
Cercopitechi verdi a Dar es Salaam.

I cercopitechi verdi sono il tipico esempio sia dei richiami di allarme animali che della capacità semantica negli animali non umani. Essi hanno tre richiami distinti per i leopardi, i serpenti e le aquile, e la ricerca mostra che ciascun richiamo suscita risposte diverse. Quando i cercopitechi sono a terra rispondono al richiamo di allarme per le aquile guardando in alto e correndo al coperto, ai richiami di allarme per i leopardi principalmente guardando in alto e correndo su un albero e al richiamo di allarme per i serpenti principalmente guardando in basso. Quando si trovano tra gli alberi i cercopitechi rispondono al richiamo di allarme per le aquile guardando in alto e in basso e correndo fuori dagli alberi, al richiamo di allarme per i leopardi correndo più in alto sull'albero e guardando sia in alto che in basso e al richiamo di allarme per i serpenti guardando principalmente in basso.
Anche i cercopitechi di Campbell generano richiami di allarme, ma in modo diverso dai cercopitechi verdi alarm calls. Invece di avere richiami discreti per ciascun predatore, i cercopitechi di Campbell hanno due distinti tipi di richiami che consistono in un continuum of affissi che cambiano il significato. Si è suggerito che questa sia un'omologia della morfologia umana. Allo stesso modo, il tamarino edipo è capace di una limitata gamma vocale di richiami di allarme per distinguere tra predatori aerei e predatori di terra. Sia il cercopiteco di Campbell che il tamarino edipo hanno dimostrato abilità simili ai cercopitechi verdi nel distinguere la probabile direzione della predazione e le risposte appropriate.
Che queste tre specie usino le vocalizzazioni per avvisare gli altri del pericolo è stato considerato da alcuni prova dell'esistenza della protolingua nei primati. Tuttavia, ci sono poche prove che questo comportamento non si riferisca ai predatori stessi, ma alla minaccia, distinguendo i richiami dalle parole.
Un'altra specie che esibisce richiami di allarme è la bertuccia. Le madri delle bertucce sono capaci di riconoscere i richiami della propria prole e si comportano di conseguenza.
Non tutti gli studiosi di comunicazione animale accettano l'interpretazione dei segnali di allarme nelle scimmie come se avessero proprietà semantiche o trasmettessero "informazioni". Portavoce eminenti di questa opinione contraria sono Michael Owren e Drew Rendall, la cui opera su questo tema è stata ampiamente citata e dibattuta. L'alternativa all'interpretazione semantica dei segnali di allarme delle scimmie come suggerita nelle opere citate è che la comunicazione animale è principalmente una questione di influenza piuttosto che di informazione, e che i segnali di allarme di vocali sono essenzialmente espressioni emozionali che influenzano gli animali che li odono. In questa visione le scimmie non designano i predatori menzionandoli, ma possono reagire con diversi gradi di allarme vocale a seconda della natura del predatore e della sua vicinanza all'individuazione, come pure producendo diversi tipi di vocalizzazione sotto l'influenza dello stato e del movimento della scimmia durante i diversi tipi di fuga richiesti dai diversi predatori. Altre scimmie possono imparare a usare questi indizi emozionali insieme al comportamento di fuga di chi segnala l'allarme per aiutare a prendere una buona decisione sulla migliore via di fuga per sé stesse, senza che ci sia stata alcuna menzione dei predatori.

## Falsi richiami di allarme

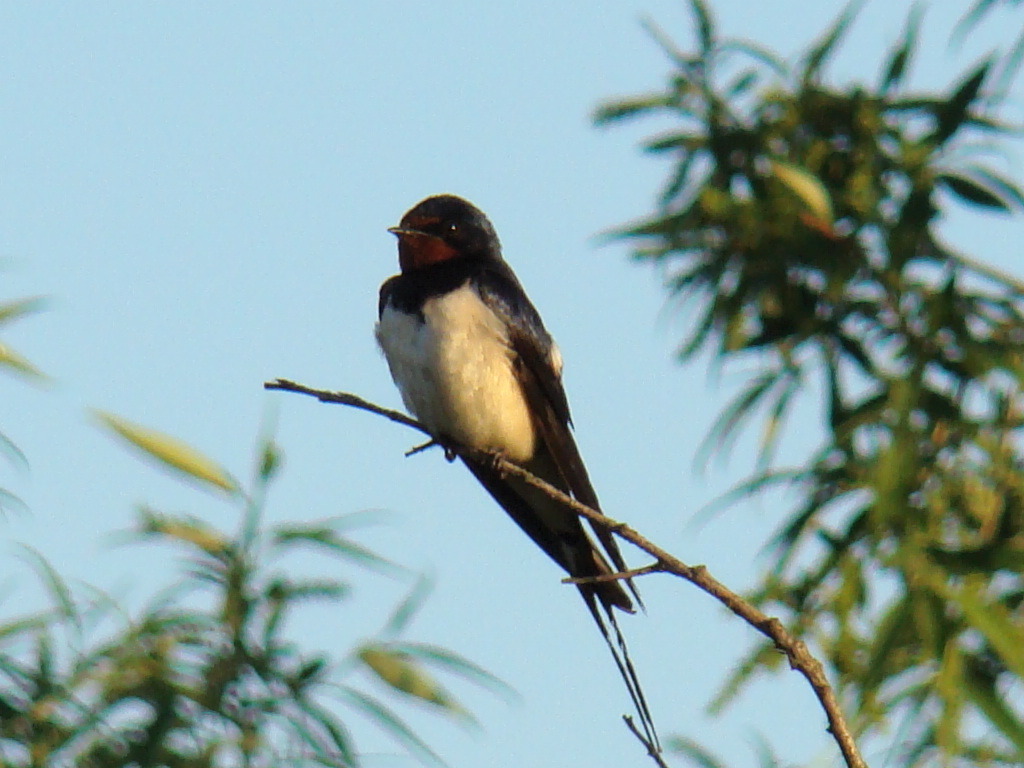
Vocalizzazioni ingannevoli sono emesse dalle rondini comuni.

Richiami di allarme ingannevoli sono usati dalle rondini maschio (Hirundo rustica). I maschi emettono questi falsi richiami di allarme quando le femmine lasciano l'area dei nidi durante la stagione dell'accoppiamento, e sono così in grado di interrompere le copulazioni extraconiugali. Poiché è probabile che questo comportamento sia costoso per le femmine, esso può essere visto come un esempio di conflitto sessuale.
I richiami di allarme contraffatti sono usati anche dai turdidi per evitare la competizione intraspecifica. Facendo risuonare un richiamo di allarme normalmente usato per avvertire dei predatori aerei, possono spaventare e mettere in fuga altri uccelli, permettendo loro di mangiare indisturbati.
I cercopitechi verdi sembrano essere in grado di capire il referente dei richiami di allarme invece delle mere proprietà acustiche, e se il richiamo di allarme specifico di un'altra specie (predatore terrestre o aereo, per esempio) si usa scorrettamente con una regolarità eccessiva, il cercopiteco imparerà a ignorare anche l'analogo richiamo dei cercopitechi.

## Feromoni di allarme
I segnali di allarme non hanno bisogno di essere comunicati solo mediante mezzi uditivi. Ad esempio, molti animali possono usare segnali di allarme chemiosensoriali, comunicati da aostanze chimiche note come feromoni. I ciprinidi e i pesci gatto rilasciano feromoni di allarme (Schreckstoff) quando sono feriti, che fanno sì che i pesci vicini si nascondano in fitti banchi vicino al fondo. Gli animali non sono nemmeno i soli organismi a comunicare le minacce ai conspecifici; alcune piante sono in grado di effettuare un trucco simile. I fagioli di Lima rilasciano segnali chimici volatili che sono ricevuti dalle piante vicine della stessa specie quando sono infestate dai tetranichidi. Questo "messaggio" permette ai riceventi di prepararsi attivando geni difensivi, rendendoli meno vulnerabili all'attacco, e anche attirando un'altra specie di acari che è un predatore dei tetranichidi (difesa indiretta). Sebbene sia concepibile che le altre piante stiano solo intercettando un messaggio che serve principalmente per attirare le "guardie del corpo", alcune piante diffondono esse stesse questo segnale alle altre, suggerendo un beneficio indiretto dall'accresciuta selezione inclusiva.
Si impiegano anche falsi segnali di allarme chimici. L'afide Myzus persicae è respinto dalla patata selvatica Solanum berthaultii, che rilascia una sostanza chimica dalle foglie che agisce come un allomone per interrompere gli attacchi degli afidi.